# Morten Lindberg
Morten Lindberg (Skien, 15 agosto 1971) è un tecnico del suono e produttore discografico norvegese specializzato nella produzione di musica classica. Come produttore ed ingegnere ha detenuto il record per il maggior numero di nomination ai Grammy senza vittorie, 28 nel 2019, fino al 2020 quando ha vinto il suo primo Grammy.

## Biografia
Lindberg ha iniziato la sua carriera nel 1992 con la sua società di produzione Lindberg Lyd, seguita dall'etichetta discografica 2L creata insieme a Wolfgang Plagge e John Simenstad nel 2001.
L'azienda è specializzata in registrazioni di alta qualità di musica classica nordica, spesso registrata in sale da concerto, chiese, etc.
Dal 2006, l'etichetta discografica 2L ha ricevuto 28 nomination ai Grammy di cui quindici per Lindberg nella sola categoria Best Surround Sound Album. Dimostrando il suo predominio in questa categoria, ha ricevuto tre nomination in un campo su cinque al 58º Grammy Award nel 2016. Lindberg inoltre è stato nominato in altre categorie come Best Choral Performance e Best Engineered Album, Classical.
Nel 2020 vince un Grammy per il Miglior album audio immersivo.
Solitamente lavora con gruppi e solisti norvegesi e altri scandinavi, come i Trondheim Soloists, Ensemble 96, Uranienborg Vokalensemble.